# Euxoa aurulenta
Euxoa aurulenta är en fjärilsart som beskrevs av Smith 1890. Euxoa aurulenta ingår i släktet Euxoa och familjen nattflyn. Inga underarter finns listade i Catalogue of Life.